# 河崎義祐
河崎 義祐（かわさき よしすけ、1936年5月20日 - 没年不明）は、日本の映画監督。

## 来歴
福井県福井市生まれ。福井県立高志高校を1955年に卒業、1960年に慶應義塾大学経済学部卒業後、東宝に入社。当初は宣伝部に勤務していたが、1962年に製作部に転属。黒澤明の『どですかでん』、加藤泰『日本侠花伝』、岡本喜八『日本のいちばん長い日』、森谷司郎『大空戦』など、約40作品の助監督を務めた。1975年、『青い山脈』で監督に昇格。同作で第1回大阪市民映画祭新人監督賞を受賞した。翌1976年公開の『挽歌』では、主演の秋吉久美子がアジア映画祭主演女優賞を受賞。以降、多くのアイドル映画を手掛けた。東宝配給ながらホリ企画制作が一貫して日活へ制作外注していた山口百恵主演シリーズにも東宝監督としては初めて招かれ、『炎の舞』で日活撮影所に赴いている。1983年に東宝を退社してフリーに。1986年、ボランティア団体「銀の会」設立、スポーツメーカーや文具メーカーから不用品となった製品を貰い、アルゼンチンの日本語学校に教材として送った。映画に携わった自分にできることは何かと思い、1997年に映画館に足を運べない老人のために「出張上映サービス」を始める。2005年、銀の会は特定非営利活動法人となり「シネマネットジャパン」に改称、理事長に就任。この活動により2005年度文化庁映画功労賞受賞。
時期は不明だが会員である日本映画監督協会公式サイトでは物故者となっている。

## 人物
初監督作品『青い山脈』で出演者の大滝秀治から自分の役は本当はいい人で周りの影響で悪いことをしているのか根っからの悪人かと尋ねられ、前者だと答えると大滝はしばらく考えてから宴会で刺身を食べるシーンをコミカルに演じた。それから名優はそこまで考えて演じているのかと気付き、何かを食べるシーンを重きに置いた。
1961年5月に結婚、娘1人いる。
妻を癌で亡くしたが、自身が以前に携わった『残照』で死期が近い主人公を描いており、残される家族が「それは一瞬、一瞬をしっかり生きるしかない」というテーマだったことからそれを言い聞かせ、妻が亡くなると失意の3年を送る。ある人から手紙がきたことや同作の大宅壮一の台詞「息子よ、人生とはダブルヘッダーではないだろうか。人それぞれに差こそあれ、人生で二度の闘いがあるのではないだろうか」があったことで再婚した。
長野県安曇野市在住だった。

## 作品

### 監督
映画
- 青い山脈（1975年）
- 挽歌（1976年）
- あいつと私（1976年）
- 若い人（1977年）
- 残照（1978年、兼製作）
- 炎の舞（1978年）
- 青春グラフィティ スニーカーぶる〜す（1981年）
- ブルージーンズ メモリー（1981年）
- グッドラックLOVE（1981年）
- ウィーン物語 ジェミニ・YとS（1982年、兼脚本）
- プルメリアの伝説 天国のキッス（1983年、兼脚本）
- クララ白書 少女隊PHOON（1985年、兼脚本）

テレビドラマ
- ただいま放課後（フジテレビ、1981年）
- 春の女優シリーズ 引き裂かれた白衣（日本テレビ、1986年）

### 脚本
- 東芝日曜劇場（TBS）
  - 船出（1976年）
  - 帰郷（1977年）

### 演出
- 誇りの報酬第33、34、45話（日本テレビ、1986年）
- あるOLの復讐（日本テレビ、1987年）
- 新米ホームヘルパー奮闘記 やさしく歌って（テレビ東京、1991年）

## 著書
- 『母の大罪』エイジ出版 1981年
- 『光をあびる日のために タレントをめざす若者に贈るメッセージ』集英社 1983年
- 『映画の創造』講談社 1984年
- 『美しい烙印』実業之日本社 1985年
- 『真夜中ぶるーす』1986年 秋田書店 真崎春望著 河崎義祐原作
- 『父よあなたは強かったか 日本の父たちに見る六つの昭和史』PHP研究所 1986年
- 『死と共に生きる 妻への十点鐘』エイジ出版 1989年 河崎義祐、河崎祐子、河崎康子共著
- 『映画、出前します』毎日新聞社 2003年
- 『映画届けます 泣いた、笑った“感動の出前”』新風書房 2005年